# تشن كيمي
تشن كيمي (بالإنجليزية: Chen Qimei) (و. 1878 – 1916 م) هو سياسي من الصين .